# Żądłówki
Żądłówki (Aculeata) – infrarząd w podrzędzie stylikowców (Apocrita). Jest to grupa monofiletyczna.

## Charakterystyka
Cechą charakterystyczną owadów należących do tej grupy jest występowanie u samic żądła, które na drodze ewolucji wykształciło się z pokładełka (ovipositor), pierwotnie służącego do składania jaj.

## Podział

### Podział Brothersa (1999)
- Bethyloidea (= złotolitki (Chrysidoidea))
- osy (Vespoidea)
- pszczoły (Apoidea)

### Podział Razowskiego (1997)
- wysmugi (Sapygoidea)
- złotolitki (Chrysidoidea)
- smukwy (Scolioidea)
- żronki (Mutilloidea)
- osy (Vespoidea)
- nasteczniki (Pompiloidea)
- mrówki (Formicoidea)
- grzebacze (Sphecoidea)
- pszczoły (Apoidea)

### Podział Richardsa (1956, 1977)
- Bethyloidea (= złotolitki (Chrysidoidea))
- smukwy (Scolioidea)
- nasteczniki (Pompiloidea)
- osy (Vespoidea)
- grzebacze (Sphecoidea)
- pszczoły (Apoidea)